# 탐진 최씨
탐진 최씨(耽津崔氏)는 전라남도 강진군을 관향으로 하는 한국의 성씨이다.

## 역사
탐진최씨(耽津崔氏)의 시조(始祖)인 최사전(崔思全1067~1139)은 고려 때 상약원직장(尙藥院直長)을 역임한 최철(崔哲)의 손자이며, 장작감(將作監)을 역임한 최정(崔靖)의 아들이다. 최사전은 의술로 조정에 진출하였으나 고려 인종 때 이자겸(李資謙)을 제거한 공을 인정받아 공신에 책록되었고, 병부상서(兵部尙書)를 지낸 후 삼한후벽상공신(三韓後壁上功臣)으로 수태위(守太尉), 문하시랑평장사(門下侍郞平章事)에 올랐다.
최사전의 아들 최변(崔弁)과 최열(崔烈) 이후의 기록이 전란에 실전되어 각 파 중시조들의 세거지를 따서 그 세계를 이어오고 있다.

## 분파
• 中書令公派(水原)    崔應奎(六世)          華城派
• 孝宗公派(金浦)       崔孝宗(十四世)
• 副護軍公派(莘里)    崔孝忠(十四世)
• 都正公派(三槐)       崔孝源(十四世)
• 萬戶公派(新平)       崔臨淮(十二世)
• 臨漢公派(陽城)       崔臨漢(十二世)
• 貞愍公派(高揚)       崔潔  (十一世)
• 華川公派(華川)       崔龍阯(九世)
• 鳳山公共(鳳山)       崔原吉(八世)
• 康津進士公派(康津) 崔浚良(六6世)         康津錦川派
• 光州泉谷派(泉谷)    崔沈(十二世)
• 谷城竹谷派(谷城)    崔以福(十九世)
• 康津巷洞派(巷洞)    崔碩祚(十二世)        康津大口派
• 康津梅山派(梅山)    崔奉時(十二世)        康津城東派
• 進士公派(萬頃)       崔孝老(中組一世)     萬頃派
• 寶城靈巖君派(靈巖) 崔聰(中組一世)        輔成兆內
• 光州遜菴(城西)       崔允德(中組一世)     光州城西派
• 光州洑作派(洑作)    崔弘建(中組一世)
• 光州西隱派(西隱)    崔黽祥(中組一世)     光州西外派

## 인물
- 최상(崔尙) : 1035년(고려 정종(靖宗) 1년) 과거에 급제하여 1056년(문종 10) 예부낭중으로 칠도순무사(七道巡撫使)로 파견되었다. 1068년(문종 22년) 동지중추원사(同知中樞院事)에 이르렀다.[2]
- 최부(崔溥, 1454년 ~ 1504년) :  1482년 친시 문과에 을과로 급제하여 홍문관 부교리 등 여러 관직을 거쳐 전적(典籍)으로 있을 때 《동국통감(東國通鑑)》 편찬에 참여하였다. 1486년 문과중시에 아원(亞元)으로 급제하여 사헌부감찰(監察)·홍문관 부교리(副校理) 등을 지냈다. 1487년 추쇄경차관으로 제주에 갔다가 이듬해 부친상을 당해 돌아오던 중 풍랑으로 명나라 태주부(台州府) 임해현(臨海縣)에 표류했다. 반년 만에 한양에 돌아와 왕명을 받고 《표해록(漂海錄)》를 저술하였다.
- 최학령      栗亭先生行錄  선생의 휘자는 鶴齡(학령),字는 雲老(자 운로),號는 栗亭(호 율정)이시며 中祖 進士孝老公(중조 진사 효로공)의 高孫(고손)이시다.

## 항렬자
- 강진금천파

| 22세   | 23세     | 24세   | 25세     | 26세   | 27세     | 28세   | 29세     | 30세   | 31세     | 32세   | 33세     | 34세   | 35세     | 36세   | 37세     | 38세   | 39세     |
| ------ | -------- | ------ | -------- | ------ | -------- | ------ | -------- | ------ | -------- | ------ | -------- | ------ | -------- | ------ | -------- | ------ | -------- |
| 상(相) | 口환(煥) | 기(基) | 口석(錫) | 영(永) | 口술(述) | 용(容) | 口균(均) | 태(兌) | 口수(洙) | 병(秉) | 口걸(杰) | 재(在) | 口진(鎭) | 순(淳) | 口식(植) | 형(炯) | 口평(坪) |

- 윤덕파

| 16세   | 17세     | 18세   | 19세     | 20세   | 21세     | 22세   | 23세     | 24세   | 25세     | 26세   | 27세     |
| ------ | -------- | ------ | -------- | ------ | -------- | ------ | -------- | ------ | -------- | ------ | -------- |
| 병(秉) | 口섭(燮) | 시(時) | 口진(鎭) | 낙(洛) | 口식(植) | 일(日) | 口돈(墩) | 용(鎔) | 口해(海) | 근(根) | 口열(烈) |

※참조 탐진최씨 진사공파(耽津崔氏 進士公波,)병신보(炳申譜)2016년

## 과거 급제자
문과
최상(崔尙) 최병룡(崔炳龍) 최부(崔溥) 최사물(崔四勿) 최신(崔信) 최재철(崔在澈) 최홍전(崔弘甸)최홍(泓)
무과
최귀석(崔貴碩) 최길선(崔吉善) 최대립(崔大立) 최대영(崔大英) 최대항(崔大恒)
최덕립(崔德立) 최덕보(崔德福) 최덕보(崔德福) 최덕중(崔德重) 최덕훈(崔德勳)
최동문(崔東文) 최두극(崔斗極) 최발(崔) 최복원(崔復原) 최빈(崔濱)
최상륜(崔尙崙) 최상악(崔相岳) 최석륜(崔碩崙) 최선립(崔善立) 최세기(崔世機)
최세익(崔世益) 최수천(崔壽天) 최승현(崔承賢) 최여곤(崔汝崑) 최여준(崔汝峻)
최여태(崔如台) 최영걸(崔英傑) 최용(崔勇) 최원립(崔元立) 최유림(崔有霖)
최지천(崔至天) 최진익(崔振翼) 최찬경(崔纘慶) 최창술(崔昌述) 최충신(崔忠信)
최치운(崔致雲) 최탁(崔琢) 최태제(崔泰齊) 최필영(崔弼榮) 최한(崔漢)
최호중(崔好重) 최화제(崔華齊) 최후립(崔厚立) 최후진(崔厚鎭)최사물(崔四勿)
생원시
최경기(崔景驥) 최대현(崔大顯) 최부(崔溥) 최석춘(崔錫春) 최억첨(崔億瞻)
최언호(崔彦虎) 최익중(崔翼中) 최정연(崔挺然) 최준학(崔儁學) 최직량(崔直良)
최청(崔淸) 최치영(崔致永) 최태주(崔台柱) 최화(崔俰)
진사시
최극충(崔克忠) 최기룡(崔基龍) 최기종(崔起宗) 최덕준(崔德峻) 최명호(崔明濠)
최병칠(崔炳七) 최부(崔溥) 최삼성(崔三省) 최영(崔渶) 최윤식(崔允湜)
최윤형(崔閏亨) 최응두(崔應斗) 최재철(崔在澈) 최주(崔澍) 최택(崔澤)
최효로(崔孝老) 최학령(崔鶴齡)최숙(崔淑)

## 문화재
- 무양서원(武陽書院) -  광주광역시 문화재자료 제3호
- 강진 강덕사

## 집성촌
- 전라남도 영광군 염산면

- 광주광역시 광산구 산월동
- 전라남도 담양군 수북면 남산리
- 전라남도 영암군 군서면 동호리
- 전북특별자치도 군산시 임피면 술산리
- 전북특별자치도 부안군 동진면
- 충청남도 예산군 광시면 노천리
- 충청남도 청양군 대치면 농소리
- 충청북도 옥천군 동이면 남곡리
- 충청북도 단양군 가곡면 사평리
- 경기도 화성시 우정면 석천리
- 경상남도 함양군 안의면 도림리
- 경상북도 청송군 안덕면 덕성리
- 전라남도 나주시 다시면 초동
- 전라남도 함평군 대동면 강운리주평
- 전라남도함평군 대동면백호리석호

2000년 지역별 인구는 서울 16,833명, 부산 1,903명, 대구 510명, 인천 3,304명, 광주 11,030명, 대전 1,473명, 울산 445명, 경기 13,465명, 강원 666명, 충북 593명, 충남 2,373명, 전북 6,330명, 전남 7,012명, 경북 521명, 경남 1,182명, 제주 487명이다.

## 인구
- 1985년 14,609가구 61,841명
- 2000년 21,191가구 68,127명
- 2015년 탐진 최씨 89,943명 + 강진 최씨 2,398명 = 92,341명